# Aleen Cust
Aleen Isobel Cust (7 de fevereiro de 1868 – 29 de janeiro de 1937) foi uma cirurgiã veterinária anglo-irlandesa que nasceu e começou sua carreira na Irlanda. Em 1922, ela se tornou a primeira cirurgiã veterinária a ser reconhecida pelo Royal College of Veterinary Surgeons.

## Primeiros anos
Aleen Cust nasceu em 1868 em Cordangan Manor, Condado de Tipperary. Seu pai, Sir Leopold Cust, 2º Baronete, era neto de Brownlow Cust, 1º Barão Brownlow, e trabalhou como agente de terras para a família Smith-Barry. Sua mãe Charlotte Sobieske Isabel (nascida Bridgeman) era filha do vice-almirante Charles Orlando Bridgeman e neta de Orlando Bridgeman, 1º conde de Bradford e Sir Henry Chamberlain, 1º baronete.
A quarta de seis filhos, ela gostava de atividades ao ar livre quando criança e, quando questionada sobre seu futuro, ela afirmou que "uma veterinária era minha resposta para sempre".
Aleen começou a treinar como enfermeira no Hospital de Londres, mas desistiu para se tornar uma cirurgiã veterinária. Após a morte de seu pai em 1878, o Major Shallcross Fitzherbert Widdington, seu tutor, a encorajou a buscar uma educação e financiou sua frequência no New Veterinary College de William Williams em Edimburgo. Como sua mãe estava atuando como uma mulher de alcova da Rainha Vitória, Cust se matriculou sob o nome de A.I. Custance para evitar qualquer constrangimento para sua família. Ela completou seus estudos de veterinária em 1897, ganhando a medalha de ouro em zoologia, mas teve a permissão negada para fazer o exame final e, consequentemente, não foi admitida como membro do Royal College of Veterinary Surgeons (RCVS). Ela contestou isso no Tribunal de Sessão, buscando anular a decisão do comitê de exame do RCVS, mas o tribunal se recusou a decidir com base no fato de que o RCVS não estava domiciliado na Escócia. Ela se absteve de ação legal em Londres, talvez devido ao custo potencial ou ao potencial constrangimento social para sua mãe.